# Lagtävlingen i dressyr i ridsport vid olympiska sommarspelen 2016
Lagtävlingen i dressyr i ridsport vid olympiska sommarspelen 2016 var en av sex ridsportsgrenar som avgjordes under de olympiska sommarspelen 2016. Tävlingen avgjordes den 10-12 augusti.

## Medaljörer
| Event | Guld                                                                        | Silver                                                      | Brons                                                 |
| Lag   | Tyskland                                                                    | Storbritannien                                              | USA                                                   |
| Lag   | Sönke Rothenberger Dorothee Schneider Kristina Bröring-Sprehe Isabell Werth | Spencer Wilton Fiona Bigwood Carl Hester Charlotte Dujardin | Allison Brock Kasey Perry Steffen Peters Laura Graves |

## Resultat
| Placering | Namn                                                                                      | Häst                                                      | GP-poäng                    | GP-poäng          | GPS-poäng                   | GPS-poäng         | Totalt genomsnitt |
| Placering | Namn                                                                                      | Häst                                                      | Individuellt genomsnitt     | Lagets genomsnitt | Individuellt genomsnitt     | Lagets genomsnitt | Totalt genomsnitt |
| --------- | ----------------------------------------------------------------------------------------- | --------------------------------------------------------- | --------------------------- | ----------------- | --------------------------- | ----------------- | ----------------- |
| 1         | Tyskland Sönke Rothenberger Dorothee Schneider Kristina Bröring-Sprehe Isabell Werth      | Cosmo Showtime FRH Desperados FRH Weihegold Old           | 77,329 80,986 82,257 80,643 | 81,295            | 76,261 82,619 81,401 83,711 | 82,577            | 81,936            |
| 2         | Storbritannien Spencer Wilton Fiona Bigwood Carl Hester Charlotte Dujardin                | Super Nova II Orthilia Nip Tuck Valegro                   | 72,686 77,157 75,529 85,071 | 79,252            | 73,613 74,342 76,485 82,983 | 77,937            | 78,595            |
| 3         | USA Allison Brock Kasey Perry-Glass Steffen Peters Laura Graves                           | Rosevelt Dublet Legolas 92 Verdades                       | 72,686 75,229 77,614 78,071 | 76,971            | 73,824 73,235 74,622 80,644 | 76,363            | 76,667            |
| 4         | Nederländerna Adelinde Cornelissen Edward Gal Diederik van Silfhout Hans Peter Minderhoud | Parzival Voice Arlando Johnson                            | RT 75,271 75,900 76,957     | 76,043            | — 73,655 76,092 75,224      | 74,991            | 75,517            |
| 5         | Sverige Mads Hendeliowitz Juliette Ramel Patrik Kittel Tinne Vilhelmson-Silfvén           | Jimmie Choo SEQ Buriel K,H, Deja Don Aurelio              | 71,771 74,943 74,586 76,429 | 75,319            | 71,681 72,045 73,866 77,199 | 74,370            | 74,845            |
| 6         | Danmark Anders Dahl Agnete Kirk Thinggaard Cathrine Dufour Anna Kasprzak                  | Selten HW Jojo AZ Cassidy Donnperignon                    | 69,900 72,229 76,657 73,943 | 74,276            | 71,232 72,465 76,050 74,524 | 74,346            | 74,311            |
| 7         | Spanien Claudio Castilla Ruiz Daniel Martin Dockx Severo Jurado Beatriz Ferrer-Salat      | Alcaide Grandioso Lorenzo Delgado                         | 69,814 70,829 76,429 74,829 | 74,029            | Gick inte vidare            | Gick inte vidare  | Gick inte vidare  |
| 8         | Frankrike Ludovic Henry Stéphanie Brieussel Pierre Volla Karen Tebar                      | After You Amorak Badinda Altena Don Luis                  | 69,214 65,114 71,500 75,029 | 71,914            | Gick inte vidare            | Gick inte vidare  | Gick inte vidare  |
| 9         | Australien Sue Hearn Mary Hanna Lyndal Oatley Kristy Oatley                               | Remmington Boogie Woogie Sandro Boy Du Soleil             | 65,343 69,643 70,186 68,900 | 69,576            | Gick inte vidare            | Gick inte vidare  | Gick inte vidare  |
| 10        | Brasilien Pedro de Almeida Giovana Pass Luiza Almeida João Victor Marcari Oliva           | Xaparro do Vouga Zingaro de Lyw Vendaval Xamã dos Pinhais | 65,714 67,700 66,914 68,071 | 67,562            | Gick inte vidare            | Gick inte vidare  | Gick inte vidare  |
| 11        | Japan Akane Kuroki Kiichi Harada Masanao Takahashi Yuko Kitai                             | Toots Egistar Fabriano Don Lorean                         | 66,900 68,286 62,986 67,271 | 67,486            | Gick inte vidare            | Gick inte vidare  | Gick inte vidare  |